# يوم الحصار: الحادي عشر من سبتمبر 1683
يوم الحصار: الحادي عشر من سبتمبر 1683 ( الإيطالية : 11 Settembre 1683 ؛ البولندية : Bitwa pod Wiedniem ، حرفيًا: "معركة فيينا"؛ صدرت أيضًا باسم Siege Lord 2: Day of the Siege) هي رواية بولندية باللغة الإنجليزية لعام 2012. وفيلم درامي تاريخي إيطالي مستوحى من معركة فيينا عام 1683 وأخرجه رينزو مارتينيلي . صدر الفيلم في 12 أكتوبر 2012.